# Cyrille Belozersky
Pour les articles homonymes, voir saint Cyrille et Cyrille.
Cyrille Belozersky ou Saint Cyrille du Lac Blanc, (en russe : Кирилл Белозерский) né en 1337 à Moscou, et mort en 1427 au monastère de Kirillo-Belozersky, est un saint orthodoxe. C'est le fondateur du monastère de Kirillo-Belozersky.

## Biographie
Saint Cyrille est né à Moscou en 1337, dans une famille liée à la famille des boyards Velyaminov, famille influente et prestigieuse de la grande-principauté de Moscou. Il fut baptisé sous le nom de Cosmas (Côme).
Alors qu'il est enfant, il devient orphelin et vit alors dans la famille de son cousin, le boyard Timothée Vassilievitch Velyaminov.
Il entre par la suite au monastère Simonov de Moscou où il est tonsuré moine vers 1380 sous le nom monastique de Cyrille.
En plus des offices, des prières, des obligations religieuses, son obédience monastique consiste à porter l'eau, le bois de chauffage, à travailler à la boulangerie du monastère (plus tard aussi à la cuisine).
Saint Serge de Radonège, qui discerne la spiritualité de Cyrille, va toujours le voir lorsqu'il est de passage au monastère Simonov, pour discuter avec lui des questions religieuses.
Cependant, Cyrille craint de tomber dans l'orgueil et commence à agir comme fol-en-Christ, simulant volontairement la folie pour 
garder l'humilité. À tel point que le père supérieur du monastère lui donnera en guise de punition un certain temps au pain sec et à l'eau. Cyrille recevra cette nouvelle avec joie. 
Cependant, les moines expérimentés du monastère comprennent la sainteté de sa vie et contre sa volonté, ils le poussent à accepter l'ordination à la prêtrise,. Cyrille est ordonné prêtre (hiéromoine), mais, quand il n'est pas à l'église, il continue à s'occuper des travaux lourds, toujours par humilité. 
Lorsque le père supérieur du monastère, l'higoumène Théodore, fut choisi comme archevêque de Rostov en 1388, les moines élurent Cyrille pour lui succéder, bien qu'il ne voulait pas de cette charge. 
Désormais, la solitude de Cyrille est de plus en plus troublée par des gens qui viennent lui demander conseil, y compris des gens riches et importants, ce qui le dérange dans sa prière.
Pour y échapper, il s'enferme dans son ancienne cellule, mais il est toujours régulièrement dérangé par des visiteurs. Il aspire à la solitude, et une nuit, alors qu'il prie, il a une révélation de la Mère de Dieu lui ordonnant de partir vers le lac Blanc.
Il se met alors en route avec son disciple Phéraponte et trouve l'endroit indiqué dans sa vision, un peu au sud du lac Blanc, au bord du lac de Siversk, dans un lieu très boisé. Il s'y installe avec son disciple, une croix est élevée sur le lieu et une cellule construite. 
Phéraponte partira ensuite à un autre endroit, où il fondera le futur monastère de Ferapontov.
Cyrille, qui vit désormais en ermite dans la prière continuelle, échappe au moins deux fois à la mort. Une fois, alors qu'il s'assoupit, il entend soudain une voix « Cours, Cyrille ». Il a juste le temps de sauter lorsqu'un pin chute lourdement à l'endroit où il dormait.
Une autre fois, un paysan des environs tente d'incendier sa cellule, sans succès. Pris de remords, il viendra lui confesser son péché. 
Mais peu à peu, une communauté se forme autour de Cyrille. Des gens viennent lui demander de devenir moines, et des moines de l'ancien monastère Simonov viennent le rejoindre. En 1397, une première église est construite, consacrée à la Dormition de la Mère de Dieu, base du futur monastère de Kirillo-Belozersky.
Vu la multiplication du nombre de moines, Saint Cyrille donne une règle de vie cénobitique au monastère.
Pendant une période de famine touchant la région, le saint distribue le pain des réserves du monastère à tous les nécessiteux et n'arrête pas les distributions, même si les réserves suffisaient à peine pour les moines.
Doté du don de clairvoyance et de guérison, on rapporte de nombreux miracles de sa part.
Saint Cyrille célèbre sa dernière Liturgie le jour de la Pentecôte de l'année 1427. Il meurt le 9 juin 1427 à l'âge de 90 ans, jour de la fête de son homonyme Saint Cyrille d'Alexandrie.
Il avait prédit qu'aucun des moines du monastère ne mourrait avant sa propre mort, en dépit d'une épidémie de peste qui sévissait dans la région, mais que beaucoup le suivraient. Et dans l'année qui suivit sa mort, plus de trente des cinquante moines du monastère moururent de la peste.
Saint Cyrille apparut à plusieurs reprises aux survivants pour leur offrir des conseils et les soutenir. Alexandre Ochevenski a eu en rêve une vision de Saint Cyrille qui le guérit d'une maladie.